# Xa lộ Liên tiểu bang 77
Xa lộ Liên tiểu bang 77 (tiếng Anh: Interstate 77 hay viết tắt là I-77) là một xa lộ liên tiểu bang tại miền đông Hoa Kỳ. Nó đi qua địa hình phức tạp từ tiểu bang miền núi West Virginia đến vùng đất nông nghiệp trùng điệp của tiểu bang North Carolina và tiểu bang Ohio. Nó phần lớn chồng lên con đường của cựu Quốc lộ Hoa Kỳ 21 giữa thành phố Cleveland, Ohio và thành phố Columbia, South Carolina với vai trò một hành lang xa lộ bắc-nam quan trọng đi qua giữa Dãy núi Appalachia. Điểm đầu phía nam của 77 nằm trong thành phố Columbia tại nơi giao cắt với Xa lộ Liên tiểu bang 26. Điểm đầu phía bắc nằm trong thành phố Cleveland tại điểm giao cắt với Xa lộ Liên tiểu bang 90.
Đường hầm East River Mountain, nối tiểu bang Virginia và West Virginia, là một trong số hai trường hợp duy nhất tại Hoa Kỳ có một đường hầm giao thông đường bộ đi qua ranh giới hai tiểu bang. Đường hầm kia là Đường hầm Cumberland Gap, nối tiểu bang Tennessee và tiểu bang Kentucky.

## Mô tả xa lộ
|                | dặm | km  |
| -------------- | --- | --- |
| South Carolina | 90  | 145 |
| North Carolina | 105 | 169 |
| Virginia       | 67  | 108 |
| West Virginia  | 187 | 301 |
| Ohio           | 163 | 262 |
| Tổng số        | 611 | 984 |

### South Carolina
I-77 bắt đầu với 8 làn xe tại I-26 trong khu đông nam của Vùng đô thị Columbia. Chân trời thành phố Columbia có thể được nhìn thấy từ nút giao thông lập thể này. Tại vùng Columbia, I-77 cung cấp một lối đi dễ dàng đến Doanh trại Jackson trước khi gặp I-20 trong khu đông bắc thành phố. Đoạn I-77 này, kết hợp với I-20 và I-26, hình thành một xa lộ vành đai đi quanh thành phố Columbia mặc dù nó không chính thức được lập ra như vậy. Trong vùng Columbia, thành phố nằm trên bản chỉ dẫn cho chiều đi hướng bắc là Charlotte, NC trong khi đó thành phố trên bản chỉ dẫn của chiều đi hướng nam là Charleston, SC và Spartanburg, SC từ Lối ra 9 đến I-26.
Sau khi rời khu ngoại ô phía bắc của Columbia là Blythewood, I-77 thu hẹp còn 4 làn xe cho đến khi nó mở rộng lên 8 làn xe tại Rock Hill từ Lối ra 77 đến ranh giới tiểu bang North Carolina tại Xa lộ Liên tiểu bang 485. Đoạn cuối cùng của toàn bộ tuyến đường của Xa lộ Liên tiểu bang 77 được hoàn thành tại thành phố Columbia vào năm 1995.

### North Carolina
Xa lộ Liên tiểu bang 77 qua tiểu bang North Carolina bắt đầu tại ranh giới tiểu bang South Carolina tại Pineville nơi the công viên chủ đề Carowinds có thể được nhìn thấy. Nó thu hẹp xuống 6 làn xe bên ranh giới tiểu bang North Carolina, ở phía nam thành phố Charlotte và rồi mở rộng lại lên đến 8 và 10 làn xe khi đi qua phố chính trước khi vào vùng Piedmont của North Carolina. Tại Charlotte, nó giao cắt với Xa lộ Liên tiểu bang 85 cũng như với các xa lộ vòng là Xa lộ Liên tiểu bang 485 và Xa lộ Liên tiểu bang 277 (hai lần). Phía bắc thành phố Charlotte, nó đi sát Hồ Norman là nơi nó thu hẹp xuống còn 4 làn xe trước khi đi qua Huntersville, Cornelius, Davidson và Mooresville. Bốn mươi dặm ở phía bắc Xa lộ Liên tiểu bang 85 tại Statesville, nó giao cắt với Xa lộ Liên tiểu bang 40 và Quốc lộ Hoa Kỳ 70.  Sau đó, nó cắt ngang Quốc lộ Hoa Kỳ 421 trong Quận Yadkin và tiếp tục đi qua Elkin. Điểm giao cắt cuối trong tiểu bang là với đoạn đứt của Xa lộ Liên tiểu bang 74 gần Mount Airy trong tầm nhìn của Đỉnh Southern Blue mà Xa lộ Liên tiểu bang 77 sẽ leo lên chẳng bao lâu sau đó sau khi rời tiểu bang North Carolina.
Xa lộ Liên tiểu bang 77 tại Charlotte, North Carolina cũng có tên là"Xa lộ cao tốc Bill Lee"; tên này được đặt trên đoạn đường từ Lối ra 6 trong thành phố Charlotte đến Lối ra 33 (Quốc lộ Hoa Kỳ 21 đi hướng bắc) gần Mooresville.  Một đoạn dài 6 dặm (9,6-km) ở phía nam thành phố có tên là"Xa lộ cao tốc General Younts".
North Carolina hoàn thành đoạn đường Xa lộ Liên tiểu bang 77 của mình vào năm 1975.

### Virginia

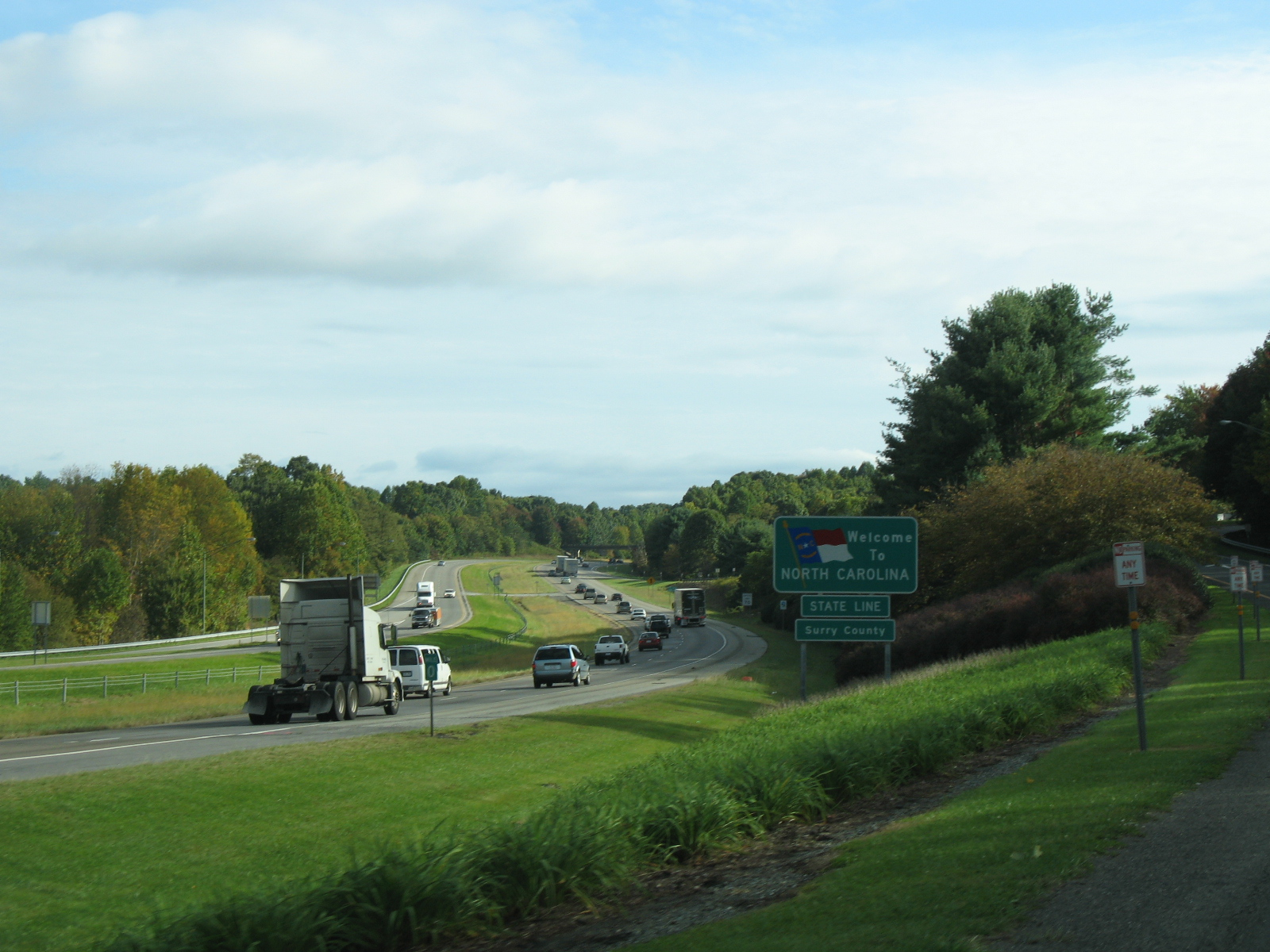
I-77 đi vào tiểu bang North Carolina từ tiểu bang Virginia

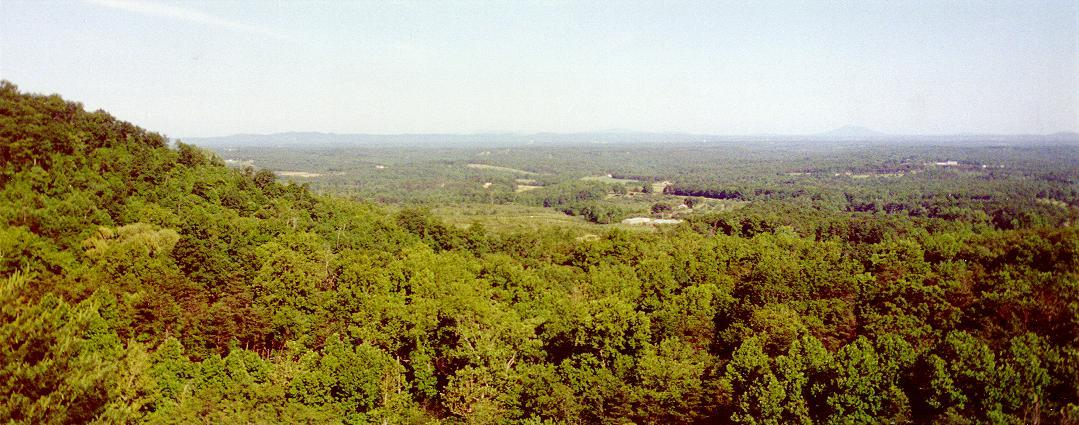
Núi Pilot với sương mù xa xa, hình chụp từ I-77 gần Fancy Gap, Virginia.

Xa lộ Liên tiểu bang 77 trong tiểu bang Virginia đi qua hai đường hầm: Đường hầm Núi Big Walker và Đường hầm Núi East River. Khoảng 8 dặm (13 km), Xa lộ Liên tiểu bang 77 và Xa lộ Liên tiểu bang 81 chạy trùng nhau gần Wytheville. Đây là một đoạn trùng ngược chiều vì hai con đường chạy trùng với nhau nhưng được đặt tên với hai hướng đối ngược nhau.
Xa lộ đi qua"Hành lang Kỹ thuật Virginia"tuy bối cảnh của xa lộ tại đoạn này là vùng nông thôn hẻo lánh. Bên ngoài Wytheville, có chút ít sự phát triển.

### West Virginia
Xa lộ Liên tiểu bang 77 vào tiểu bang West Virgina từ tiểu bang Virginia qua Đường hầm Núi East River. Tại mốc dặm 9, Xa lộ Liên tiểu bang 77 được cắm biển chung với Xa lộ thu phí Tây Virginia khoảng 88 dặm tiếp theo (142 km). Xa lộ thu phí nằm giữa Princeton và Charleston. Xa lộ chạy trùng với Xa lộ Liên tiểu bang 64 đến Charleston tại thành phố Beckley. Tốc độ giới hạn là 70 mph (110 km/h) cho hầu hết chiều dài và tốc độ giới hạn là 60 mph (97 km/h) cho đoạn giữa Marmet và trạm thu phí gần Pax.
Xa lộ vào Charleston qua ngã Cầu Yeager và đi ngang tòa nhà phức hợp quốc hội tiểu bang trước khi tách ra tại một điểm giao cắt 4 chiều với Xa lộ Liên tiểu bang 64 nằm trong phố chính. Hai dặm ở phía bắc trung tâm thành phố, xa lộ giao cắt với Xa lộ Liên tiểu bang 79 trước khi tiếp tục đi hướng bắc về phía Ripley và Parkersburg. Nó rời tiểu bang tại Williamstown để đi đến tiểu bang Ohio.
Phía bắc thành phố Charleston, Xa lộ Liên tiểu bang 77 có tên là"Xa lộ Tưởng niệm Cựu chiến binh Chiến tranh Triều Tiên". Bên trong địa giới thành phố Charleston, xa lộ được đặt tên là"Xa lộ Tưởng niệm Cựu quân y"mặc dù không có biển cắm hay biển chỉ dẫn nào ghi nhận như vậy. Đoạn đường không thu phí ở phía nam Princeton đến tiểu bang Virginia có tên là"Xa lộ Tưởng niệm Hugh Ike Shott"mặc dù không có biển dấu nào tồn tại để chỉ rõ tên này. Trên thực tế, công chúng không sử dụng những tên như vậy.

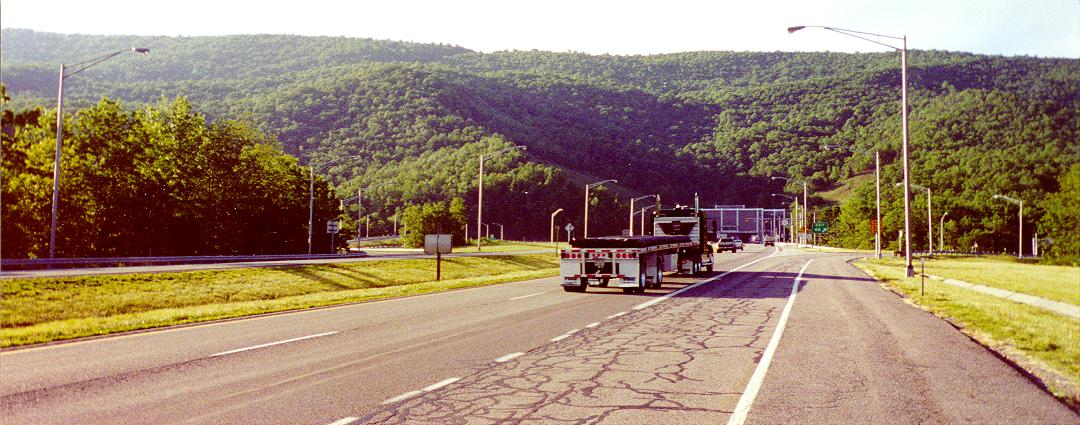
Chiều đi hướng bắc tại Đường hầm Núi East River tại ranh giới tiểu bang Virginia và West Virginia

### Ohio
Vào tiểu bang Ohio từ tiểu bang West Virginia tại Marietta, Xa lộ Liên tiểu bang 77 đi qua địa hình dãy núi trùng điệp của vùng Appalachia.
Nút giao thông lập thể với I-70 tại thành phố Cambridge được xem là (hay ít ra từng là) nút giao thông lập thể lớn nhất thế giới, bao trùm một diện tích là 300 mẫu Anh (1,2 km2).
Các xa lộ liên tiểu bang chính yếu khác mà I-77 kết nối tại tiểu bang Ohio là I-76, I-80 (xa lộ thu phí Ohio), và I-90. Nút giao thông lập thể với Xa lộ thu phí Ohio Turnpike được hoàn thành vào ngày 3 tháng 12 năm 2001, tạo lối trực tiếp đến xa lộ thu phí. Trước đây, xe cộ phải đi ra tại Xa lộ Tiểu bang Ohio 21 để vào Xa lộ thu phí.
Xa lộ Liên tiểu bang 77 tại Ohio cũng còn được biết với tên"Xa lộ Cựu chiến binh Mỹ tại Việt Nam", và Xa lộ cao tốc Willow trong vùng Đại Cleveland.

## Các điểm giao cắt chính

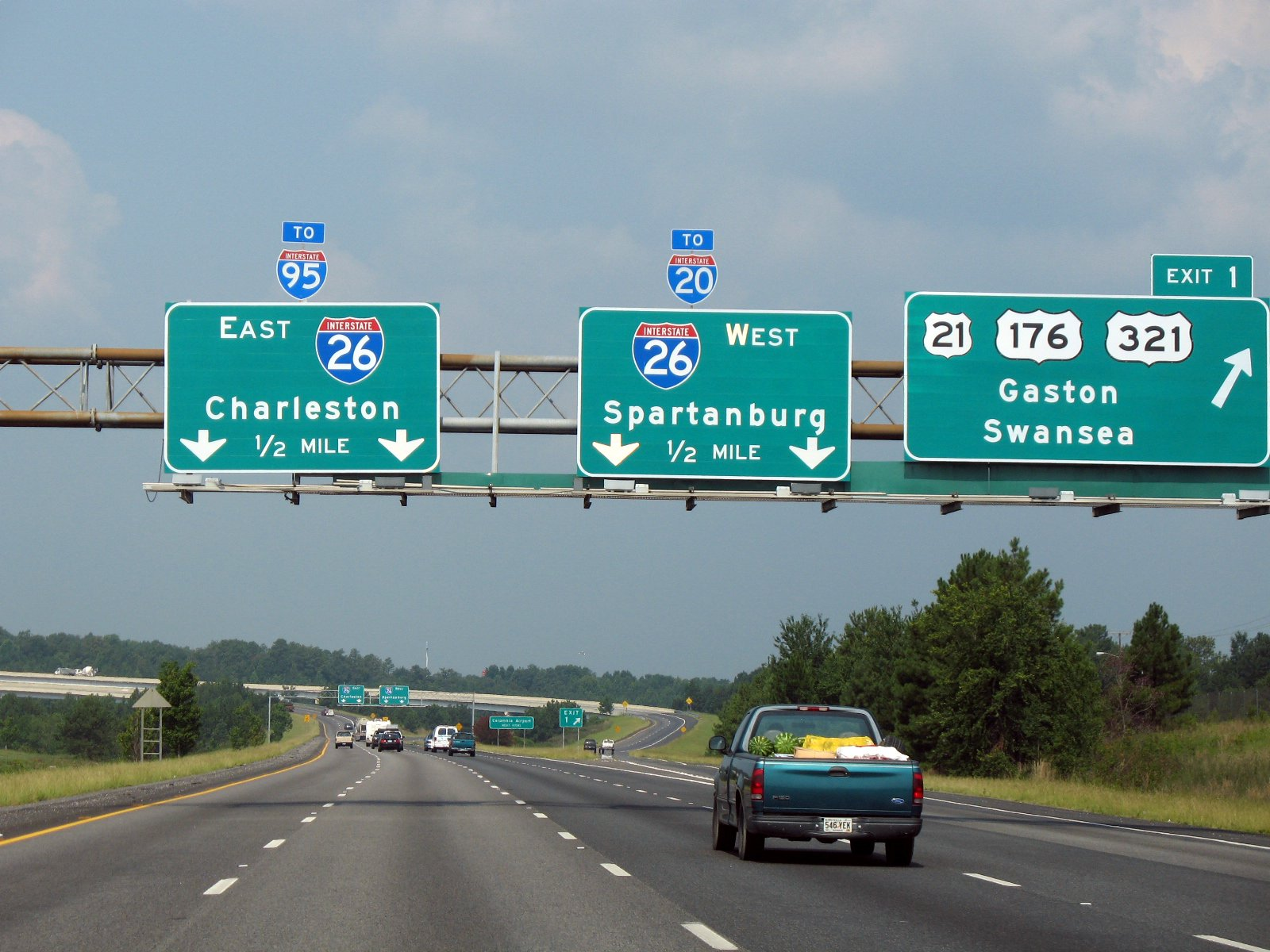
Điểm đầu phía nam của I-77 tại I-26

- Xa lộ Liên tiểu bang 26 gần Columbia, South Carolina
- Xa lộ Liên tiểu bang 20 gần Columbia, South Carolina
- Xa lộ Liên tiểu bang 485 tại Charlotte, là xa lộ vành đai ngoài của thành phố
- Xa lộ Liên tiểu bang 277 tại Charlotte, là xa lộ vành đai của khu vực phố chính thành phố
- Xa lộ Liên tiểu bang 85 tại Charlotte, North Carolina
- Xa lộ Liên tiểu bang 40 tại Statesville, North Carolina
- Xa lộ Liên tiểu bang 74 chạy trùng khoảng 4 dặm (6,4 km) gần Mount Airy, North Carolina
- Xa lộ Liên tiểu bang 81 chạy trùng khoảng 9 dặm (14,5 km) quanh Wytheville, Virginia
- Xa lộ Liên tiểu bang 64 tại Beckley, West Virginia. Chúng nhập vào nhau cho đến Charleston, West Virginia.
- Xa lộ Liên tiểu bang 79 tại Charleston, West Virginia
- Xa lộ Liên tiểu bang 70 tại Cambridge, Ohio
- Xa lộ Liên tiểu bang 277 tại Akron, Ohio (một xa lộ kết nối đến  Xa lộ Liên tiểu bang 76 bên phía nam Akron)
- Xa lộ Liên tiểu bang 76 tại Akron, Ohio (I-76 chạy trùng với I-77 khoảng vài dặm tại phố chính của Akron)
- Xa lộ Liên tiểu bang 271 tại Richfield, Ohio
- Xa lộ Liên tiểu bang 80/Xa lộ thu phí Ohio tại Richfield/Brecksville, Ohio
- Xa lộ Liên tiểu bang 480 tại Independence, Ohio
- Xa lộ Liên tiểu bang 490 tại Cleveland, Ohio
- Xa lộ Liên tiểu bang 90 tại Cleveland, Ohio

## Các xa lộ phụ trợ
- I-277 - Charlotte, North Carolina
- I-277 - Akron, Ohio